# Sjevtjenkove
Sjevtjenkove (ukrainsk: Шевченкове) er en landsby i Odessa oblast i det vestlige Ukraine. Landsbyen har 5.625 (2001) indbyggere.